# Фудакутэн
Фудакутэн (яп. 不濁点) — диакритический знак японского языка, означавший неозвонченную согласную и использовавшийся, когда правила транслитерации японских звуков каной ещё не были достаточно проработаны. Обозначался маленьким кружочком, как и хандакутэн (゜), что делает их графически неотличимыми. Не закодирован в Юникоде на момент версии 13.0.